# Gereshk
Gereshk er en by i det sydlige Afghanistan, med et indbyggertal på cirka 49.000. Byen er hovedstad i et distrikt af samme navn og ligger i den uroprægede Helmand-provins.
Byens primære beskæftigelse er landbrug, ikke mindst dyrkning af opium.